# Relief Inlet
Das Relief Inlet (englisch für „Bucht der Erlösung“) ist eine Bucht in der südwestlichen Ecke der Terra Nova Bay an der Scott-Küste des ostantarktischen Viktorialands. Sie wird begrenzt durch den Nordrand der Drygalski-Eiszunge und die südlichen Ausläufer der Nansen-Eistafel. 
Die Bucht wurde von Teilnehmern der Nimrod-Expedition (1907–1909) unter der Leitung des britischen Polarforschers Ernest Shackleton entdeckt. Namensgebend war die Rettung der verschollen geglaubten dreiköpfigen Nordgruppe der Expedition am 4. Februar 1909, die nach ihrer Rückkehr vom antarktischen magnetischen Pol in dieser Bucht vom Expeditionsschiff Nimrod aufgenommen wurde. 